# Asim Ferhatović
Asim "Hase" Ferhatović, född 24 januari 1933 i Sarajevo, Jugoslavien död där den 25 januari 1987, var en bosnisk fotbollsspelare.
Ferhatović spelade från 1948 och en lång följd av år i FK Sarajevo, och hörde till detta lags mest framträdande spelare. Ferhatović gjorde totalt 198 mål under 422 matcher.
Den tidigare Koševostadion i Sarajevo omdöptes 2004 till Asim Ferhatović Hase-stadion.